# Barbara Krug
Pour les articles homonymes, voir Krug.
Barbara Krug, née le 6 mai 1956 à Leipzig, est une athlète allemande, médaillée olympique pour l'Allemagne de l'Est.

## Biographie
En 1977, elle se classait deuxième sur 400 m aux championnats d'Allemagne de l'Est, derrière Marita Koch et se qualifiait ainsi pour les relais 4 × 400 m victorieux en coupe d'Europe et en coupe du monde des nations. En 1978, elle était sacrée championne d'Europe en relais 4 × 400 m avec Christiane Marquardt, Marita Koch et Christina Lathan.
Aux Jeux olympiques d'été de 1980 à Moscou, elle remporta la médaille d'argent en relais 4 × 400 m avec ses compatriotes Gabriele Löwe, Marita Koch et Christina Lathan.
Krug s'entraînait au SC DHfK Leipzig avec Rainer Dartsch. En compétition, elle pesait 60 kg pour 1.76 m. Elle a ensuite étudié le droit à Leipzig.

## Palmarès

### Jeux olympiques d'été
- Jeux olympiques d'été de 1980 à Moscou ( Union soviétique)
  -  Médaille d'argent en relais 4 × 100 m

### Championnats d'Europe d'athlétisme
- Championnats d'Europe d'athlétisme de 1978 à Prague ( Tchécoslovaquie)
  -  Médaille d'or en relais 4 × 400 m

### Championnats d'Europe d'athlétisme en salle
- Championnats d'Europe d'athlétisme en salle de 1979 à Vienne ( Autriche)
  - 4e sur 400 m

### Championnats d'Allemagne de l'Est
- Médaille d'argent sur 400 m en 1977
- Médaille de bronze sur 400 m en 1978
- Médaille d'or sur 400 m en salle en 1979

## Sources
- Volker Kluge: Das große Lexikon der DDR-Sportler, Schwarzkopf & Schwarzkopf, Berlin 2000  (ISBN 3-89602-348-9)

- (de) Cet article est partiellement ou en totalité issu de l’article de Wikipédia en allemand intitulé « Barbara Krug » (voir la liste des auteurs).